# Aït M'hamed
La commune d'Ait M'hamed est une commune à dominante rurale de la région de Béni Mellal-Khénifra. Elle tire son nom du nom des tribus Ait Mhand qui la peuplent. On distingue Ait Hamou ou Ali, Ait Wamlouk, Ihansalen, Ait Issha, Ait Atta et Sahraouis. La population y est dispersée sur un territoire d'environ 300 km2, l'unique agglomération est représentée par le chef-lieu du caïdat d'Ait Mhamed qui est aussi le chef lieu du cercle d'Azilal et où se tient le souk hebdomadaire chaque samedi.
Elle est créée en 1960 sous N° 03-1-2., située au sud de la ville d'Azilal, et limitée :
- au nord, par les communes rurales Ait Mazigh, Agoudi N'Lkhir et Tamda Noumarcide ;
- au sud, par les communes rurales de Tabant et Ait Abbas ;
- à l'est, par la commune rurale de Zaouiat Ahansal ;
- à l'ouest, par les communes rurales Ait Taguella et Ouaoula.

Le chef lieu de la commune est le Souk Sebt d'Ait Mhamed qui n'est distant de la ville d'Azilal que de 20 km.
Administrativement, la commune dépend du cercle d'Azilal ; elle est divisées en 7 Machiakhat (Le cheikh est un chef de tribu ), le nombre de circonscriptions électorales est de 23 totalisant un nombre de localités (douars) de 45. La commune est également le chef-lieu du caïdat d'Ait Mhamed depuis 1936 et récemment le chef lieu du cercle d'Azilal. C'est l'une des plus grandes communes rurales de la province d'Azilal aussi bien sur le plan démographique que territorial.

## Démographie
| population 1994 | population 2004 | population 2014 | population 2024 | taux d'accr. |
| --------------- | --------------- | --------------- | --------------- | ------------ |
| 18888           | 21742           | 23696           | 23531           | -0.696%      |

| ménages 1994 | ménages 2004 | ménages 2014 | ménages 2024 | Tx accr. ménages |
| ------------ | ------------ | ------------ | ------------ | ---------------- |
| 2685         | 3190         | 3493         | 4183         | 19.75%           |

## Historique
Plusieurs événements ont marqué l'histoire de la commune rurale Ait M'hamed :
L'époque pré coloniale a été marquée par la SIBA (anarchie en arabe "Darija") qui est une guerre tribale discontinue opposant les différentes tribus entre elles. Les Ait Mhand ont été en confrontation avec les Ntifa à l'ouest, les Ait Aabbas et Ait Bouguemmaz au sud, les Ait Outferkal (Ait Abdellah et Ait Ougoudid) au nord et les Ihansalen et Ait Issha à l'est. Le motif de ces confrontations était en rapport avec les ressources naturelles, en particulier les pâturages et les points d'eau.
Dans plusieurs situations, ces ressources sont encore actuellement communes entre ces tribus, ce qui engendre des conflits inter-tribaux de temps à autre.
- 1914 a marqué le début de la colonisation française, la construction du bureau colonial.
- 1917 : la stabilisation française dans la région.
- 1944 : a été marquée par la famine qui a touché la région et ayant obligé plusieurs familles à émigrer vers le sud. Le retour a été marqué par l'afflux de nouvelles familles de la région de Ouarzazate pour s'installer dans la commune.
- 1946 était une année de très bonne récolte appelée Âam El Khalf (année de récupération).
- 1957 : une grande tempête de neige ayant duré 2 mois a causé des dégâts humains et du cheptel.
- 1957 : la construction de la première classe dans le domaine de l'éducation au centre Ait Mhamed.
- 1967 : est marquée par une maladie épidémique des équidés ayant causé des dégâts importants.
- 1968 : La maladie de la gale était en train de se propager parmi la population qui ne l'avait jamais connue (cette maladie était nommée localement Banchachar à l'époque).
- 1971-1973 : délimitation du domaine forestier, ce qui a marqué le début d'une relation conflictuelle chronique entre la population et le service des eaux et forêts qui continue jusqu'à nos jours.
- 1981-1985 : la sécheresse ayant causé l'émigration de centaines de familles.
- 1992 : début d'un deuxième cycle d'années de sécheresse.
- 2017 : début d'un troisième cycle d'années de sécheresse.
- 2019 : La pandémie de covid-19 ayant causé la mort de beaucoup de gens notamment les plus âgés

## Milieu naturel
La commune est caractérisée par un relief montagneux accidenté dont l'altitude varie entre 1400 et 1800 mètres. Son climat est semi continental très froid en hiver, chaud en été avec fraîcheur en altitude. Les précipitations annuelles moyennes sont de 500 mm. La température minimale moyenne est de 6 °C alors que la maximale moyenne est de 28 °C. La neige peut atteindre 20 à 40 cm en hiver. La gelée est aussi fréquente surtout au début du printemps. La commune Ait Mhamed est connue aussi par la fréquence des orages en été avec parfois des dégâts matériels et humains, et des vents froids parfois violents en décembre et janvier.
Les plaines et vallées n'occupent qu'une petite superficie de 1400 hectares, les plateaux 800 hectares et les montagnes occupent 20946 hectares. Les types de sol rencontrés sont de type Harche très peu productif, il occupe la grande majorité, les terres de type El-Hamri, Rmel et Tirs sont rares.
Seulement 11 % des terres sont cultivables (l'irrigué ne représente que 1 %). Le domaine forestier occupe 32 % de l'ensemble de la superficie de la commune ; les terres incultes représentent 40 %.

## Ressources naturelles

### Ressources forestières
Le domaine forestier et les parcours occupent environ 90 % de la surface de la commune. Ils constituent la ressource principale de la population. Le mode de gestion des ressources forestières par le service forestier a abouti à un conflit permanent entre la population et la forêt. Les activités génératrices de revenu, l'élevage non extensif, l'encouragement des énergies renouvelables peuvent être une porte d'entrée pour une gestion participative de la forêt.

### Ressources en eau
La commune rurale Ait Mhamed souffre d'une carence manifeste en ressources hydriques. Elle est traversée par 8 oueds dont la majorité est temporaire ; deux sont permanents mais leur débit est faible.
Les sources sont surtout utilisées pour l'approvisionnement en eau potable et la majorité d'entre elles n'est pas aménagée. Les puits sont rares et souffrent d'un manque de nappe phréatique. De ce fait, l'approvisionnement en eau potable constitue l'un des problèmes majeurs de la population de la commune Ait Mhamed.

### Activités économiques

#### L'élevage
- C'est l'activité principale de la population,
- Il est dominé par les caprins suivis des ovins,
- Élevage de type extensif,
- Élevage complètement dépendant de la forêt,
- Manque manifeste d'encadrement,
- L'apiculture gagne du terrain dans certaines zones.

#### L'agriculture
- Seconde activité principale après l'élevage.
- Dominée par les cultures céréalières en particulier l'orge.
- La zone irriguée est très réduite.
- Terres très peu fertiles avec érosion importante.
- Manque d'encadrement.
- Absence d'organisations des agriculteurs.

#### L'émigration
Au niveau de la commune Ait Mhamed, l'émigration constitue un phénomène général à presque la totalité des ménages. C'est un moyen économique inévitable pour compenser l'insuffisance des ressources locales.
- L'émigration saisonnière : Tous les terroirs connaissent un mouvement de la population jeune vers d'autres provinces du Royaume à la recherche du travail journalier. Les destinations les plus concernées sont : Agadir, Casablanca, Marrakech, Rabat, Beni Mellel, les provinces du nord et du sud du Maroc.
- L'émigration définitive : Le nombre de familles ayant quitté définitivement la commune serait supérieur à 350. Les principales destinations sont à l'intérieur de la province d'Azilal (Afourer, Timoulilt, Ouaouizeght et la ville d'Azilal) mais il y aurait aussi des émigrants hors de la province. Ce phénomène illustre la difficulté qu'a la population à se stabiliser dans les douars et l'incapacité des ressources locales à répondre aux besoins minimums pour une vie décente.

#### L'artisanat
L'activité artisanale est très faible dans la commune, elle se limite à l'activité traditionnelle de la femme pour fabriquer des tapis locaux, des tissus en laine pour faire des djellabah ou encore quelques artisans qui utilisent le palmier nain pour la fabrication de quelques produits à usage domestique.

#### Le tourisme
Il n'existe pas d'activité touristique à proprement parler dans la commune. Cependant, elle dispose d'un certain nombre d'atouts importants pouvant être à la base d'un projet touristique à savoir :
- l'existence de la commune sur deux routes de passage des touristes : la route Azilal-Tabante et la route Azilal-Zaouia Ahansal.
- la vallée de Bernate avec le grenier du Caïd d'une belle architecture et d'une valeur historique.
- le patrimoine spéléologique de la commune.
- la vallée de Ouabzaza pouvant abriter une réserve naturelle.
- des potentialités importantes pour développer la chasse.
- des greniers le long de Oued Ouabzaza pouvant être transformés en gîtes ruraux.
- les produits de terroirs à condition d'être valorisés (le miel, Objets en palmier nain).
- le produit de l'artisanat féminin s'il s'adapte aux exigences du marché touristique (tapis, djellaba, burnous...).
- c'est une destination idéale pour un séjour "astronomie" combiné à des "excursions" entre les mois d'avril et novembre grâce à la clarté de son ciel en pleine nuit et à l'accueil de ses habitants pour les randonneurs. La région abrite certains plus beaux sites naturels comme le lac de Binelouidane, la cathédrale de Mastfrane, la vallée des Aït Bougemez, les cascades d'Ouzoud, le pont naturel Imi n'Ifri,, ...

Dans le Haut Atlas d'Azilal, on peut faire de magnifiques randonnées à pied ou à dos de mules, découvrir des paysages magnifiques peu fréquentés, au climat et à l'ensoleillement incomparables ; mais aussi une population à l'hospitalité légendaire, qui conserve encore ses traditions ancestrales notamment dans le domaine de l'architecture, de la gastronomie et du folklore.

## Galerie

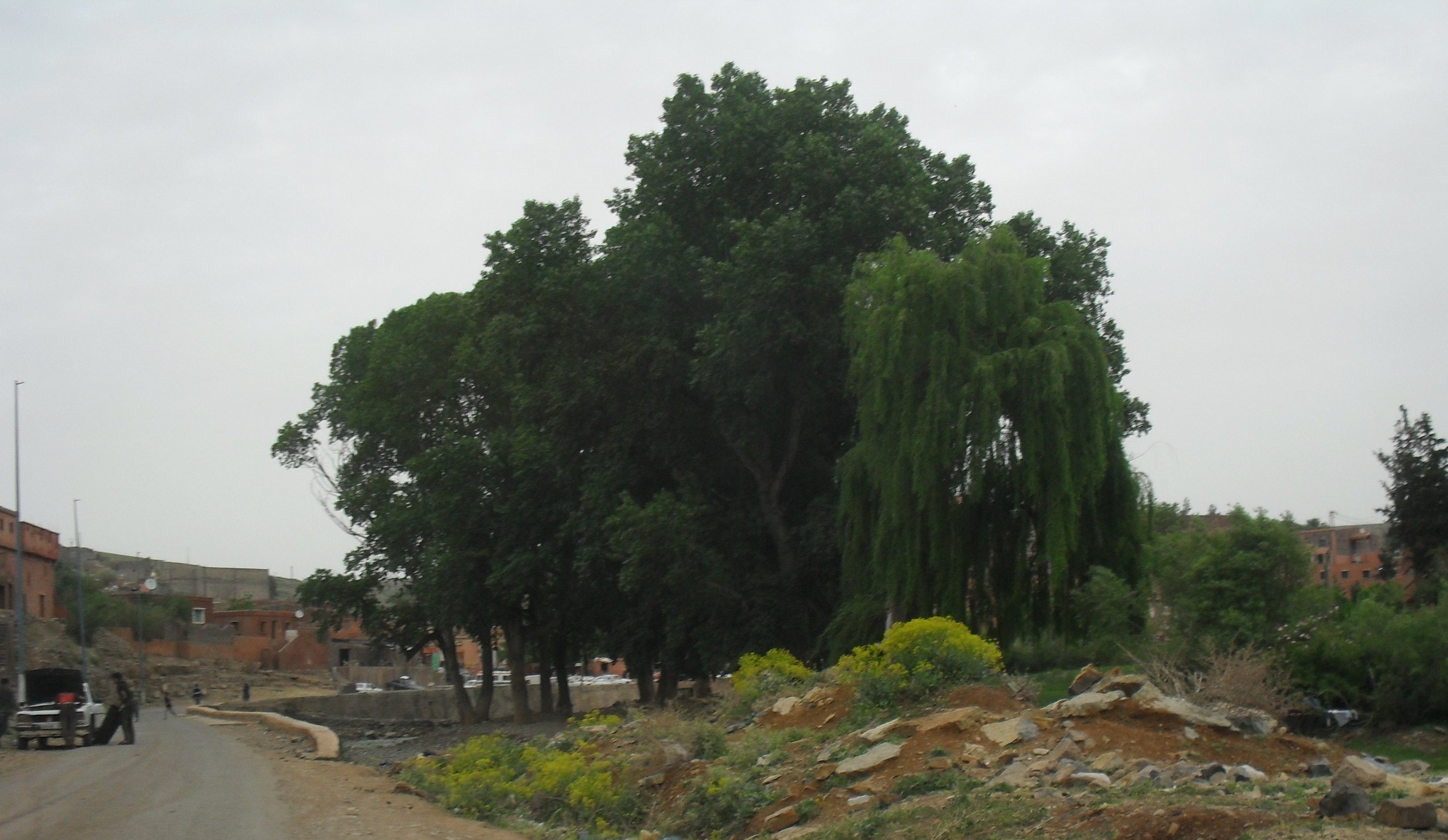
L'entrée du village d'Ait Mhamed
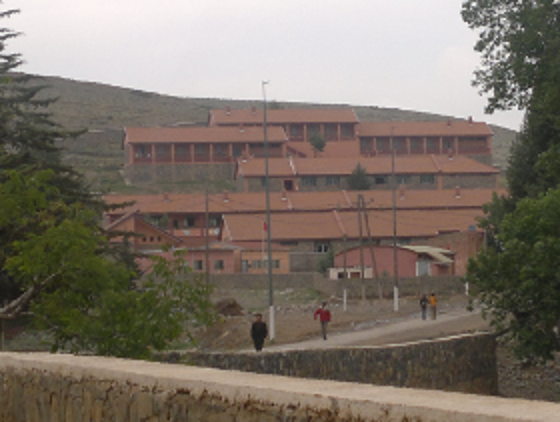
Sortie du collège d'Aït Mhamed
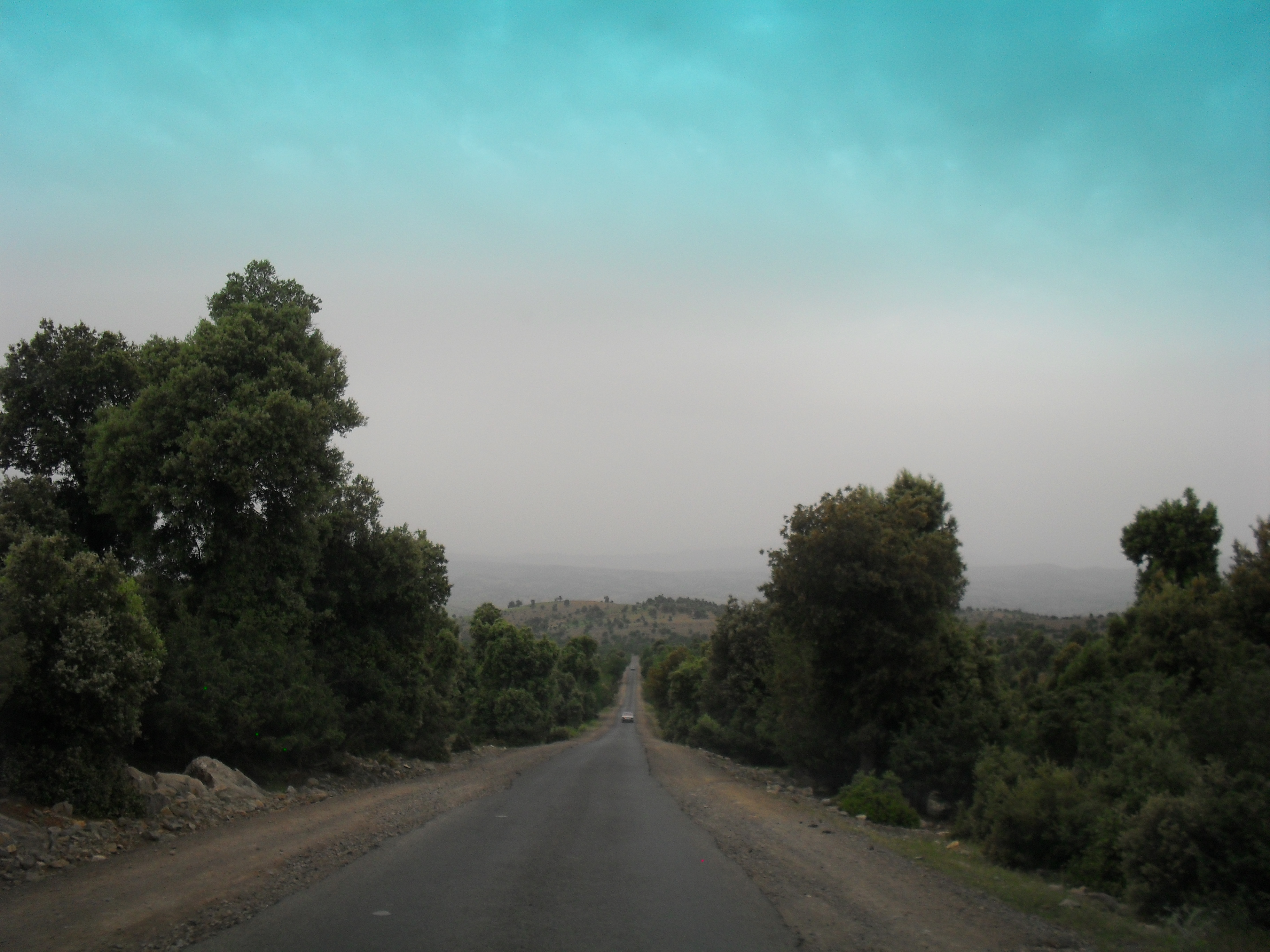
Route à mi-chemin entre Azilal et le village d'Ait Mhamed
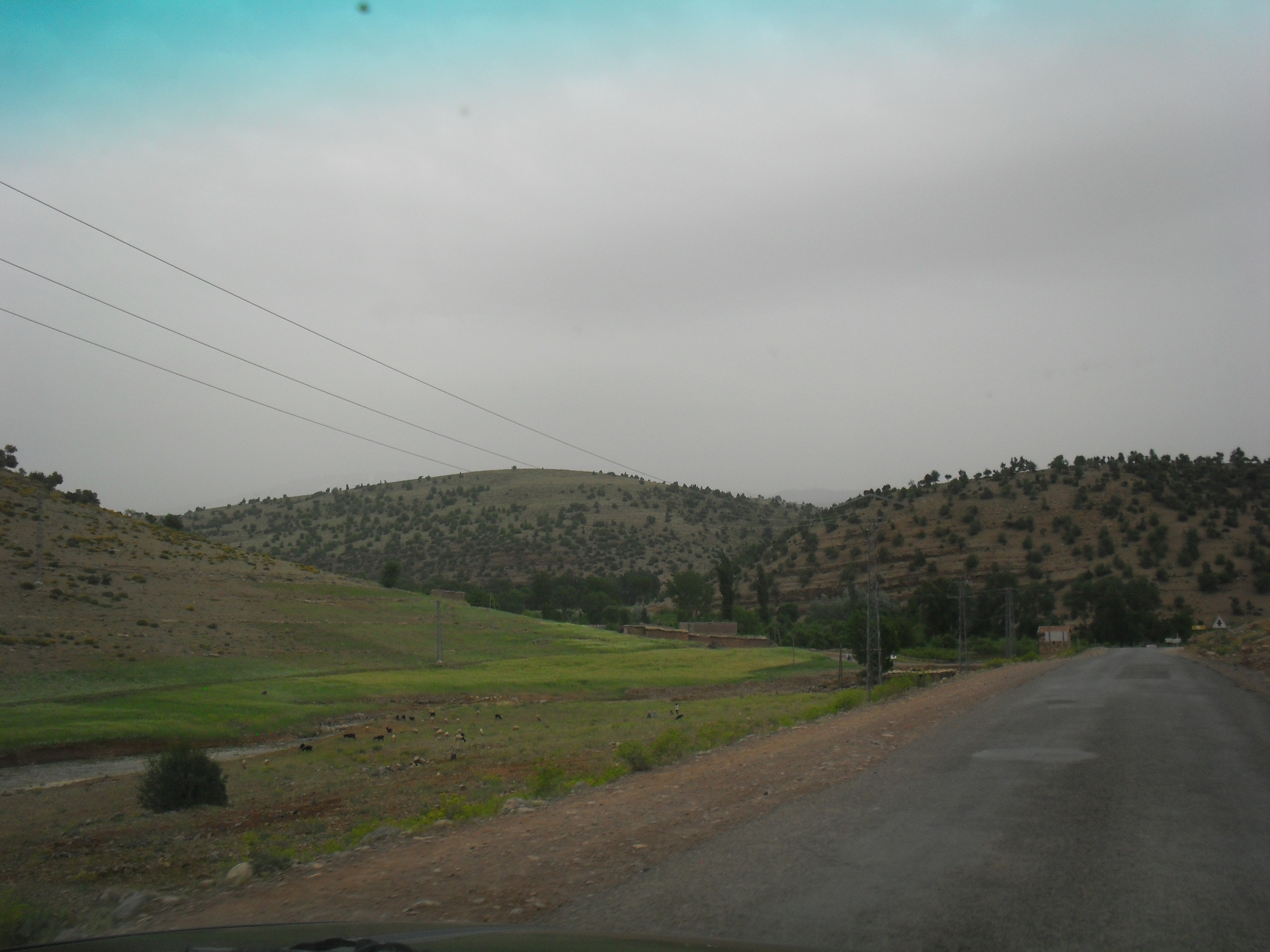
Branhement de la route menant à Bougmaz par igmir
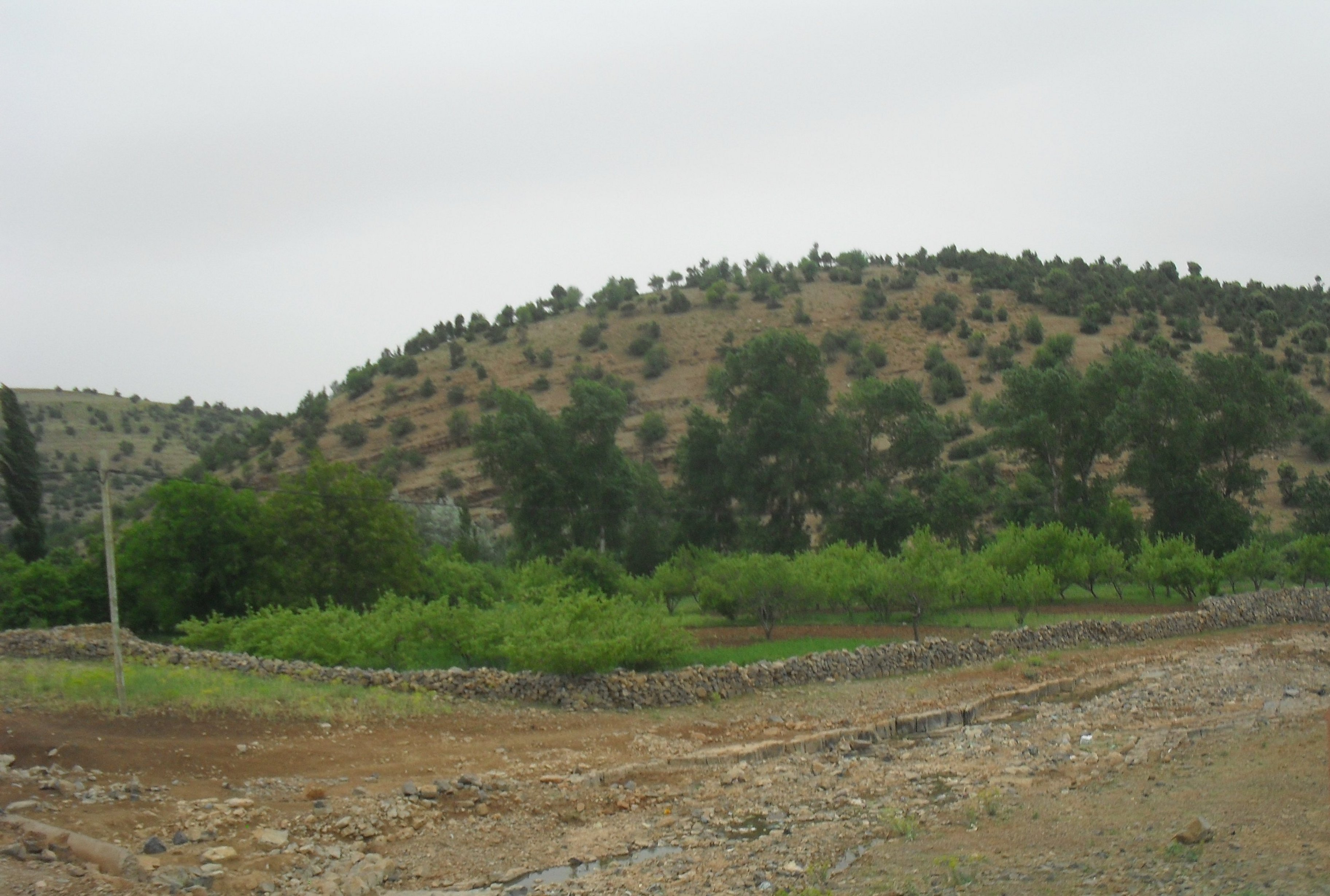
Minuscule plantation de poiriers à Souk-n-Ouzdir
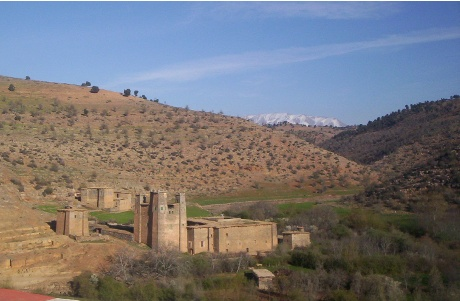
Ksar du caïd Ahansal à Bernat
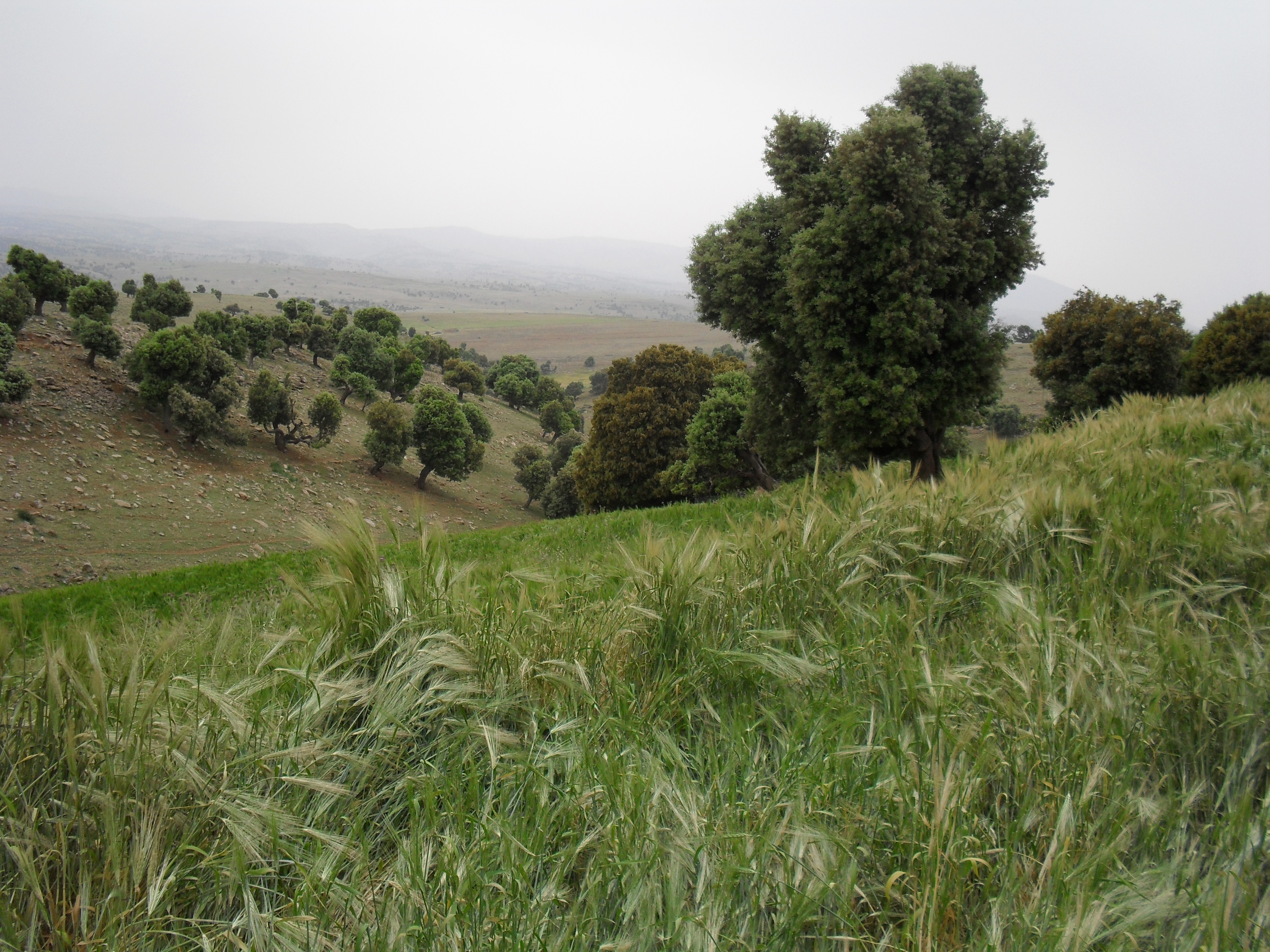
Champ d'orge sans système d'irrigation
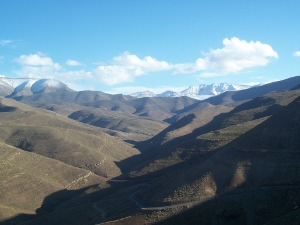
Vue sur la route menant vers Zaouia Ahansal et Ait Bouguemaz
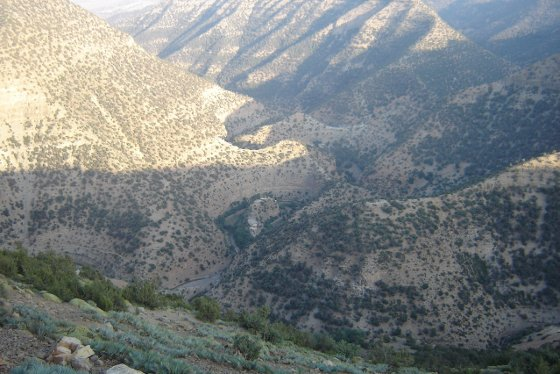
la vallée de Wabzaza sans eau avec son Titanic au centre de la photo
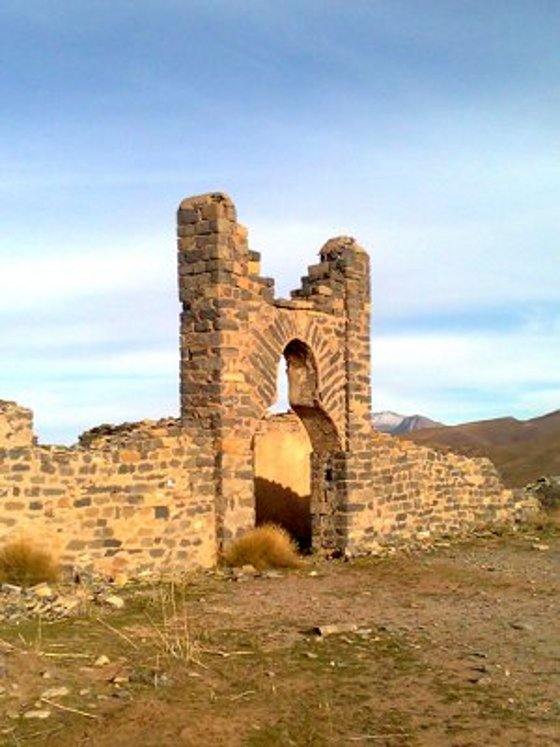
Miniscule caserne militaire du protectorat en cours de destruction
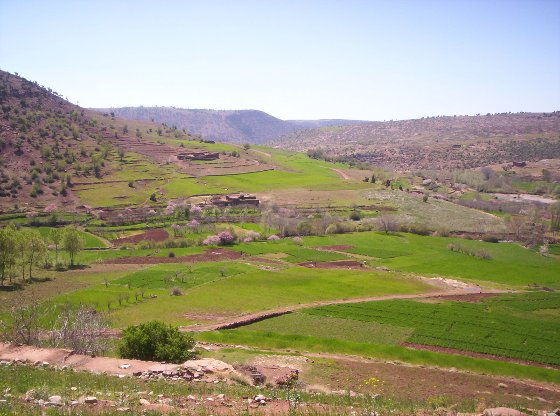
Aspect des cultures fourragères rares longeant les vallées de l'Atlas
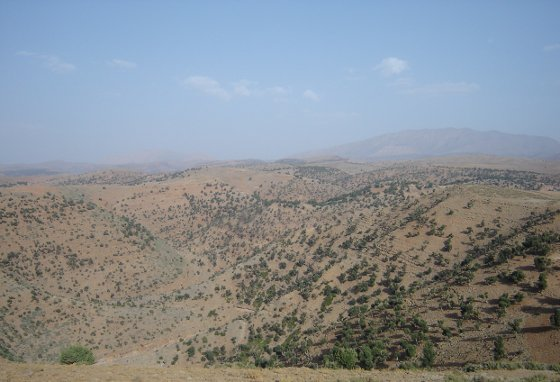
Douar Outt-Hra : envahi par la déforestation
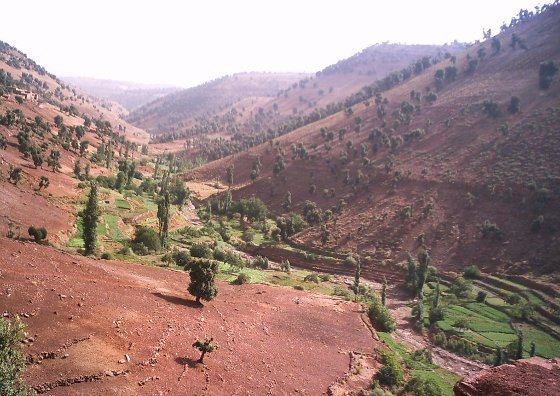
une vallée exploitée pour son cours d'eau qui sèche pendant l'été
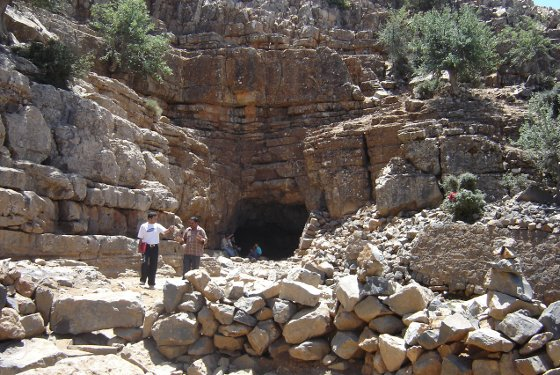
La grotte ifri-N-Twaya tout près du village Aït Mhamed
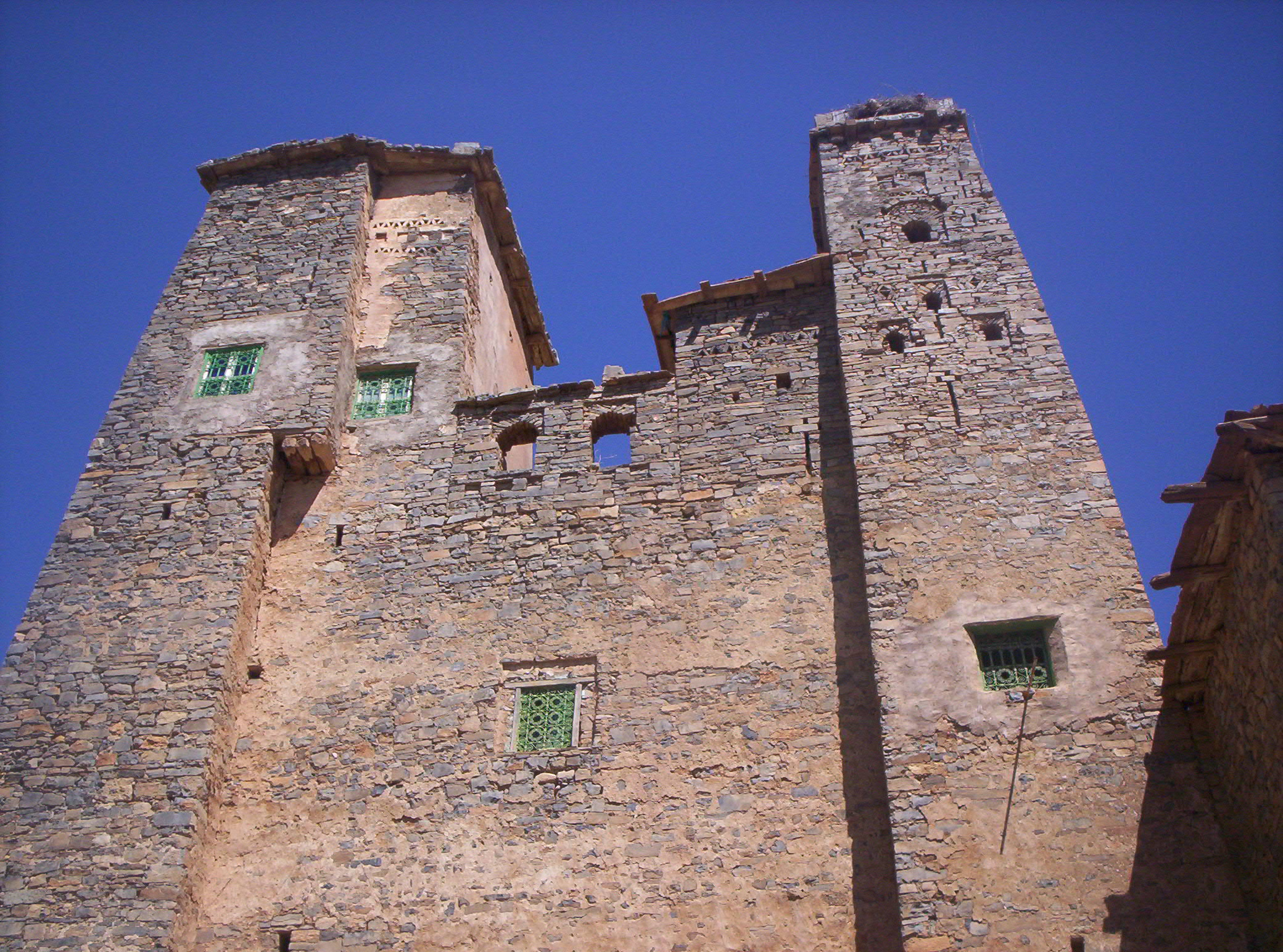
L'architecture amazigh pour la construction de chateaux utilisés historiquement comme greniers
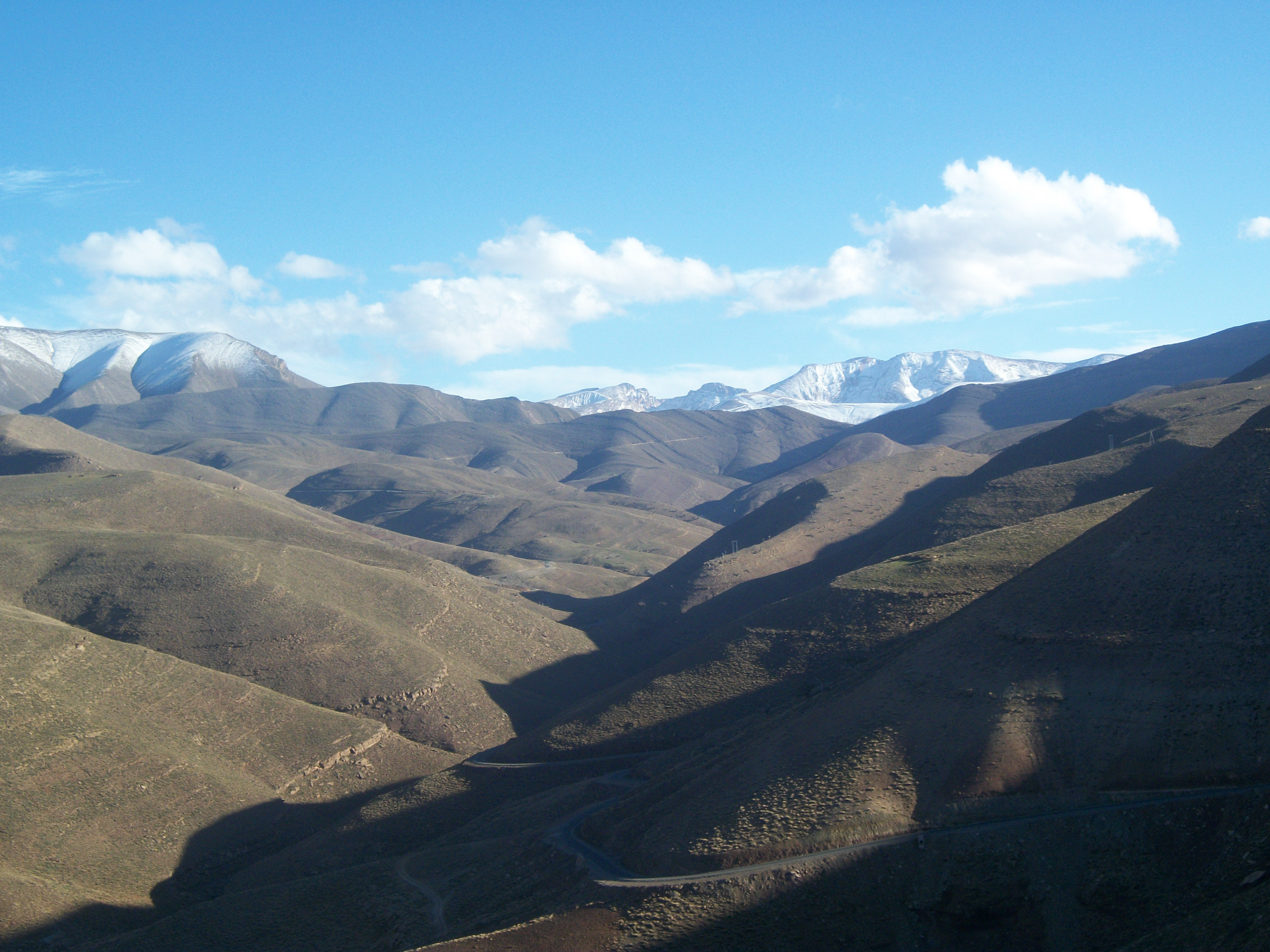
Sur la route entre Ait Mhamed et Zaouia Ahansal: un paysage sublime sur une altitude dépassant 2000 mètres
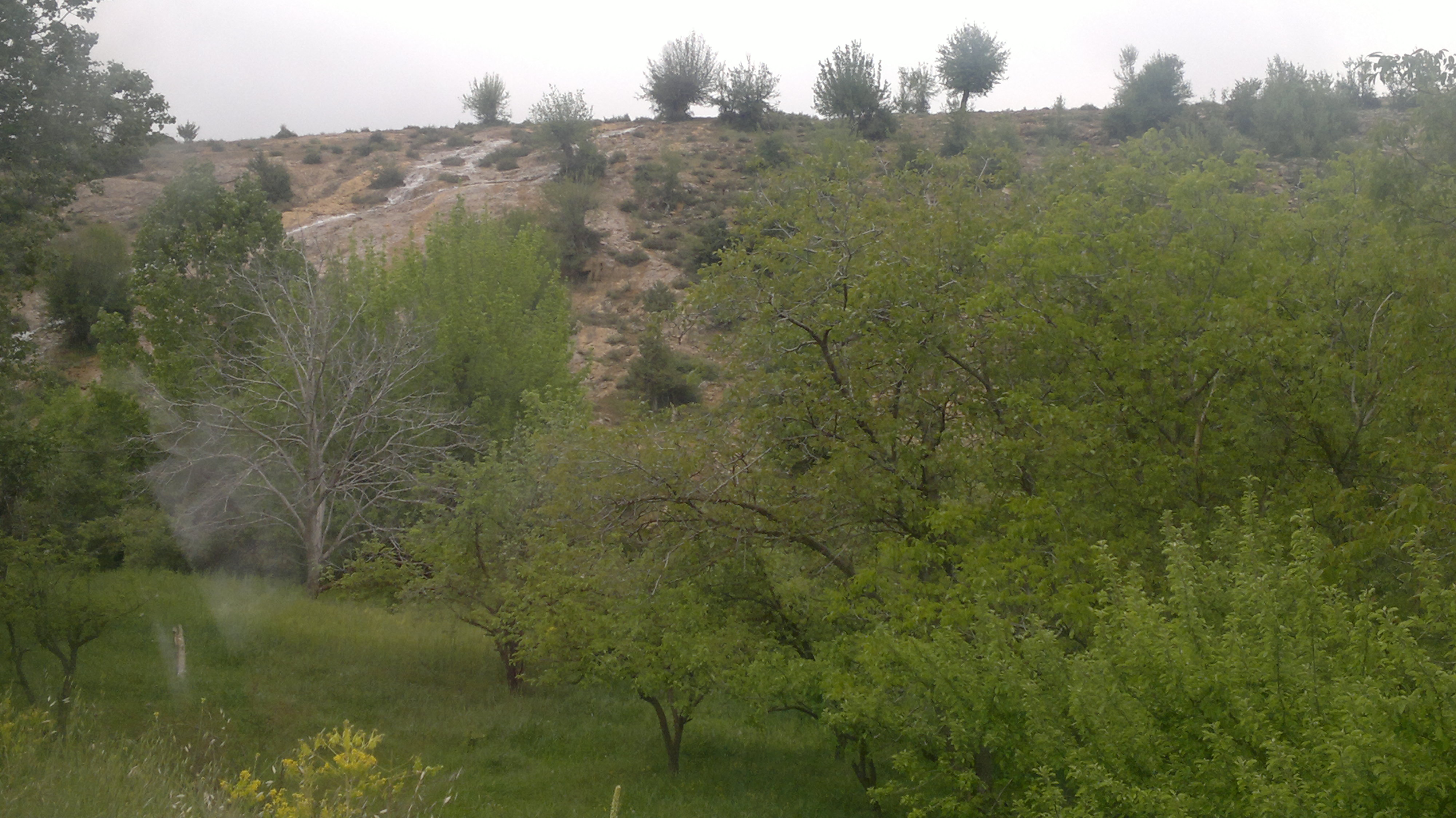
Jet d'eau provenant de la source Aghbalou N'Walouss à un kilomètre du village Ait Mhamed
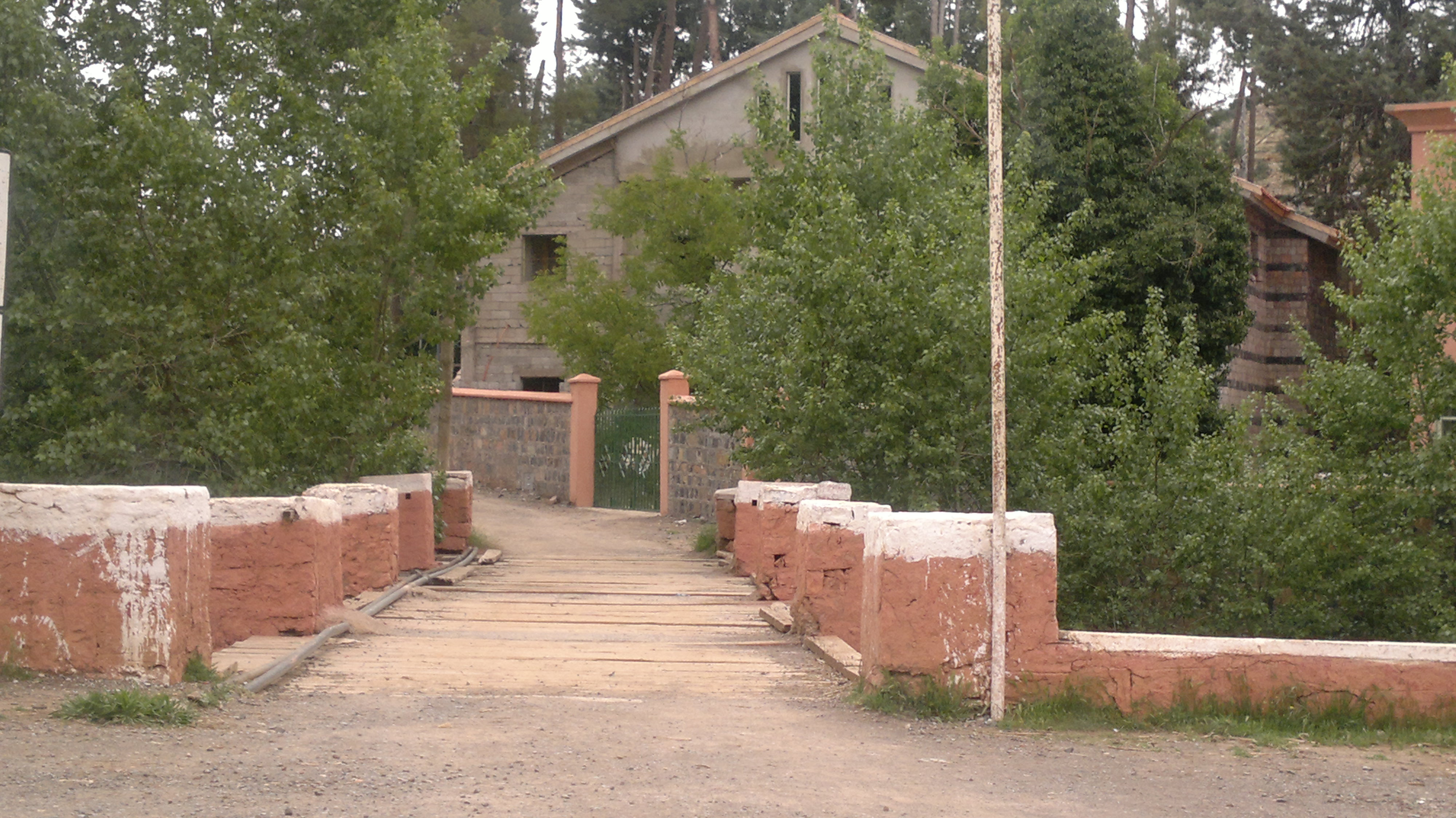
Pont en madriers de bois encore en usage depuis le temps du protectorat français.
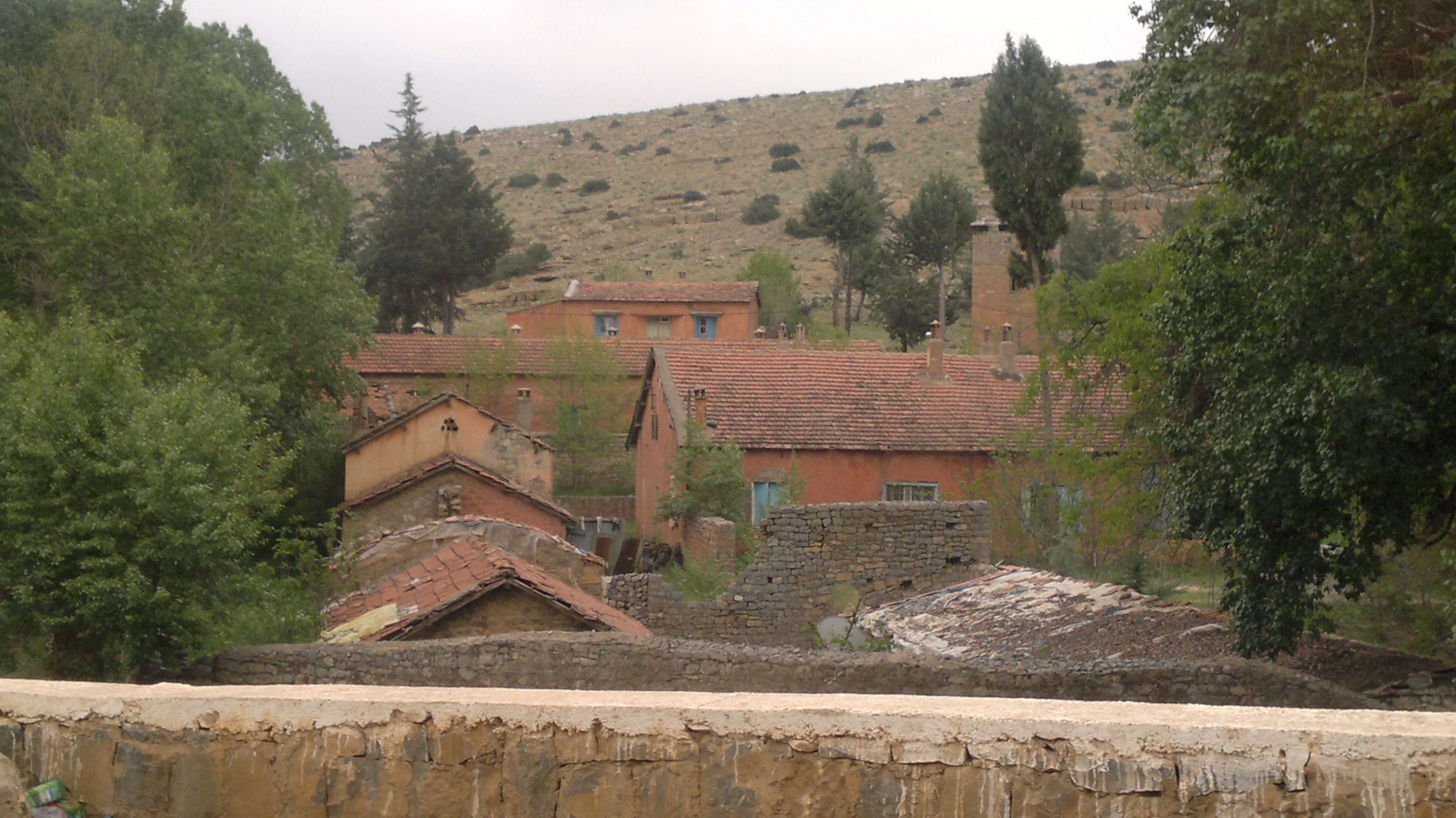
Siège de l'ancien caïdat encore existant à ce jour mais il mérite un entretien particulier pour le revaloriser.
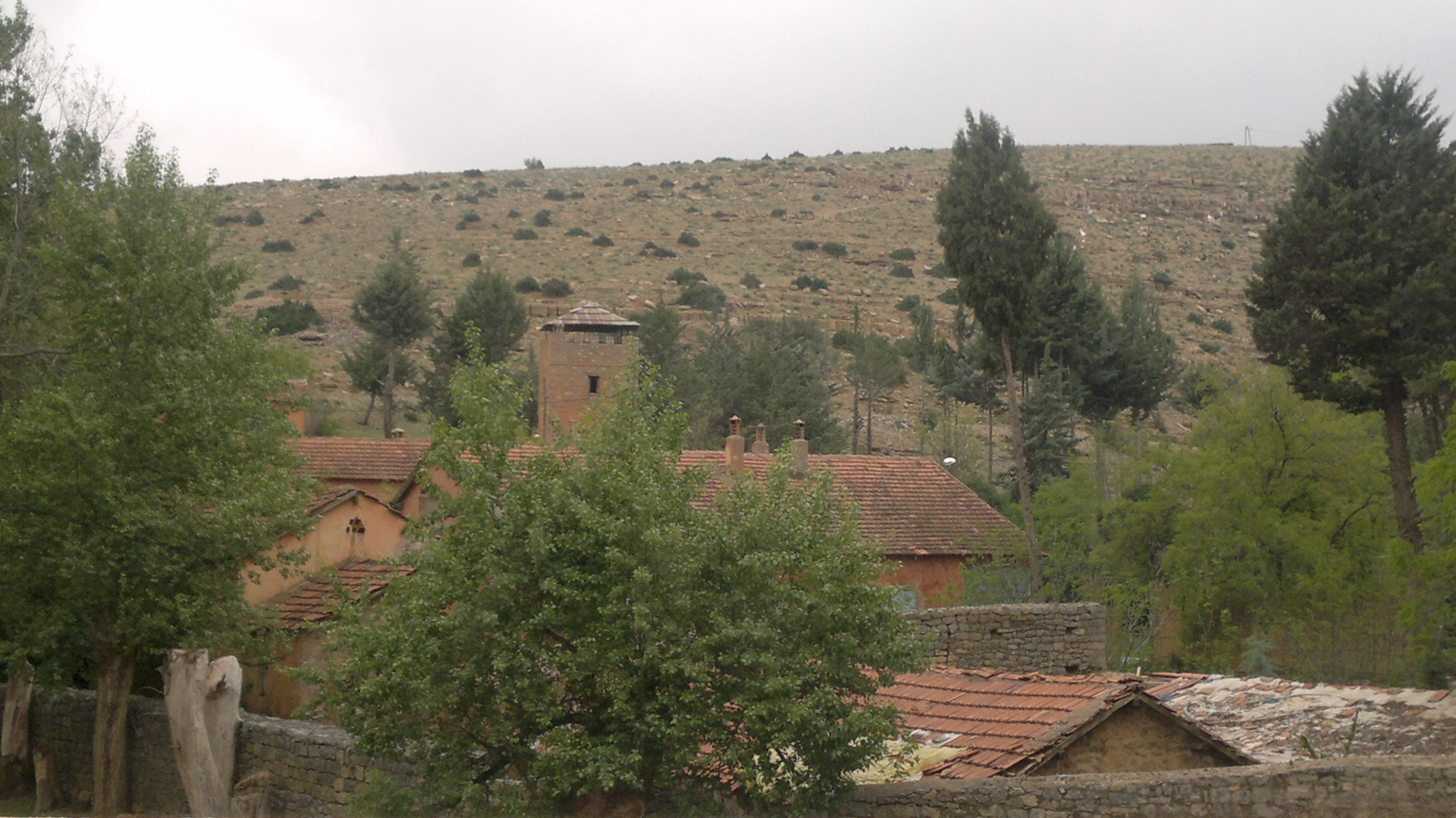
La tour de garde au siège de l'ancien caïdat.
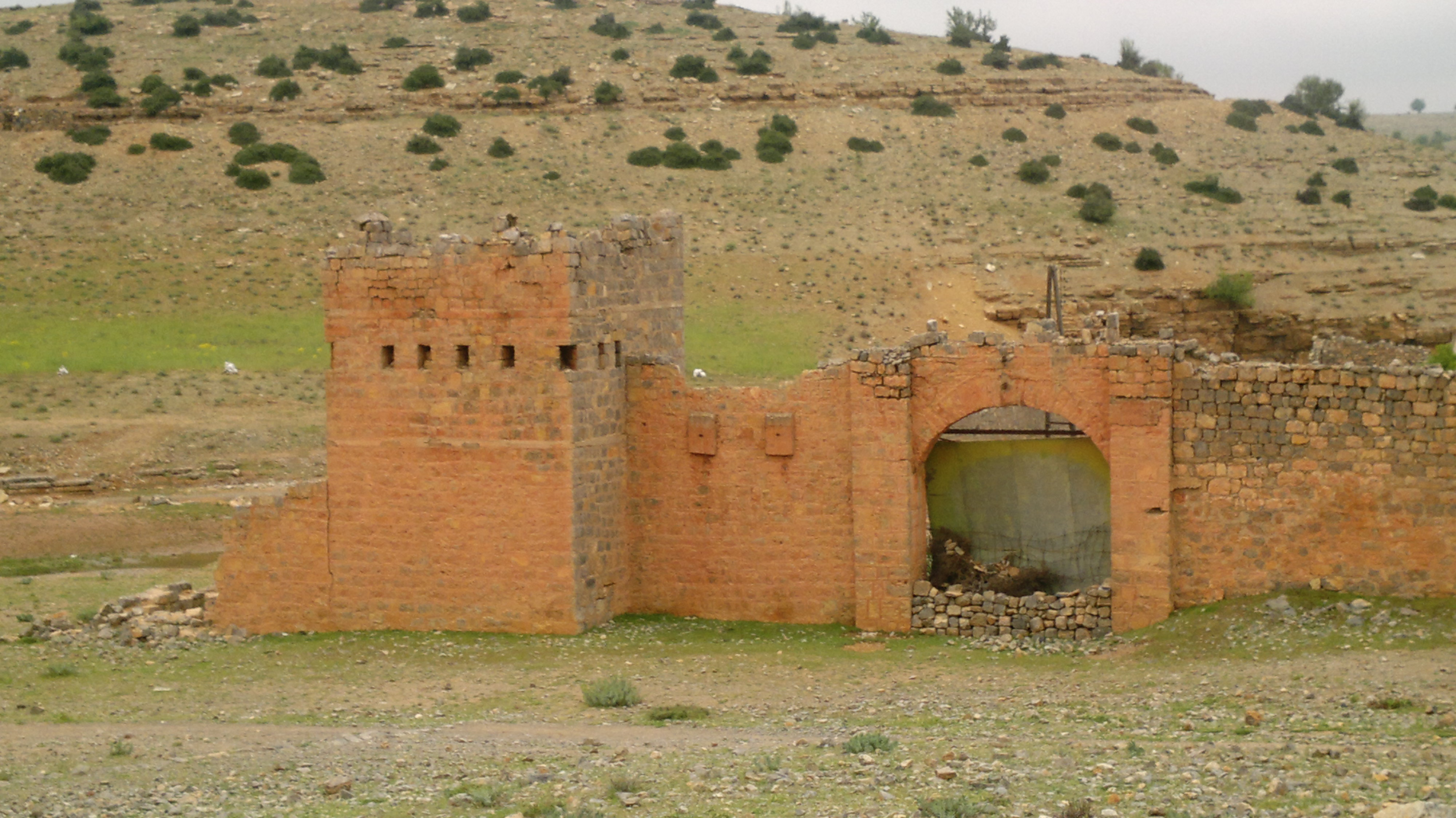
Entrée de la petite caserne militaire abandonnée sans restauration depuis les années 1950 du siècle dernier.
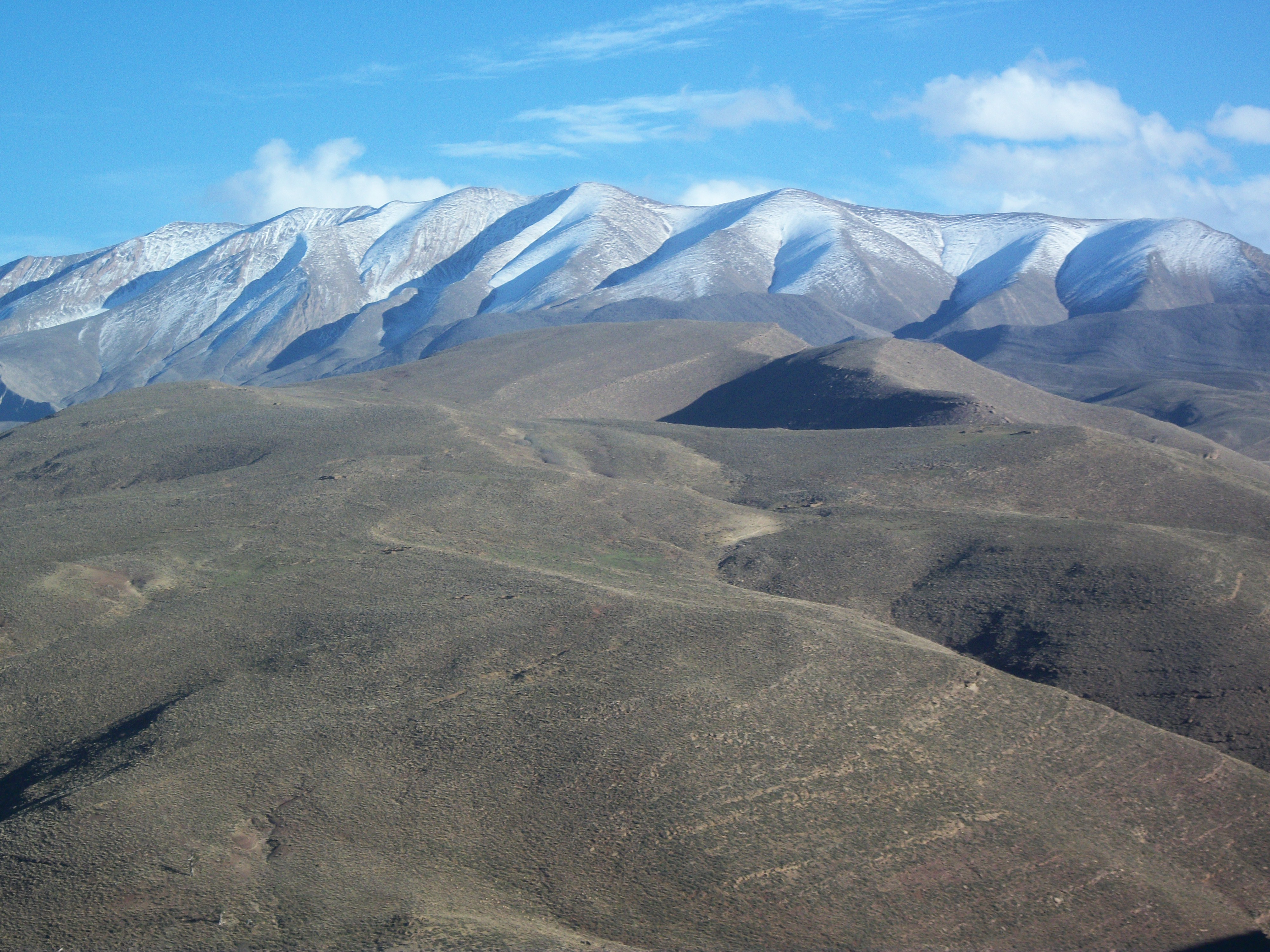
Le Jbel Azourki qui culmine à 3651 mètres
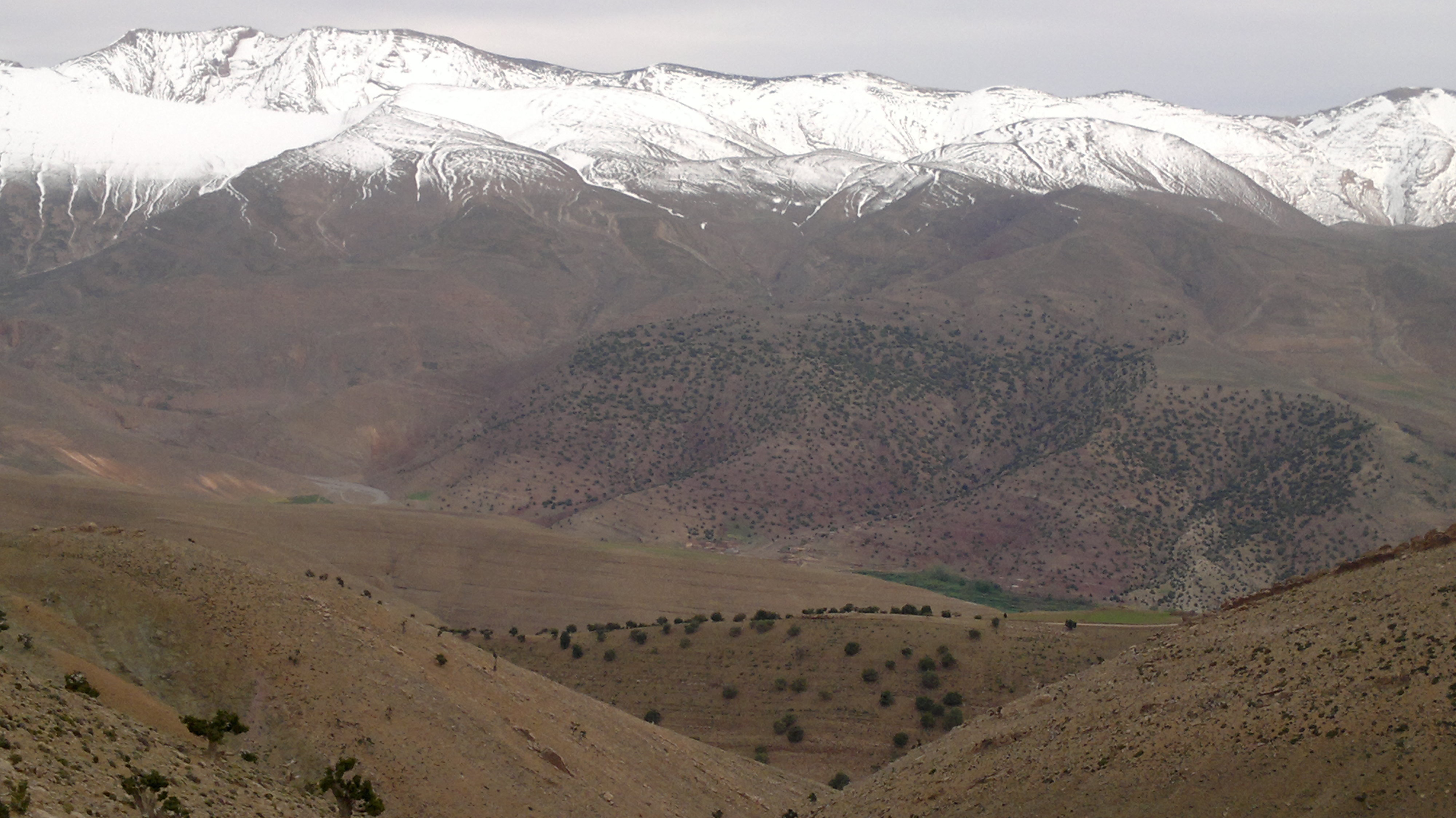
La vallée de Wamendent longeant ighil n'Ait Ouriât enneigé au début du printemps.
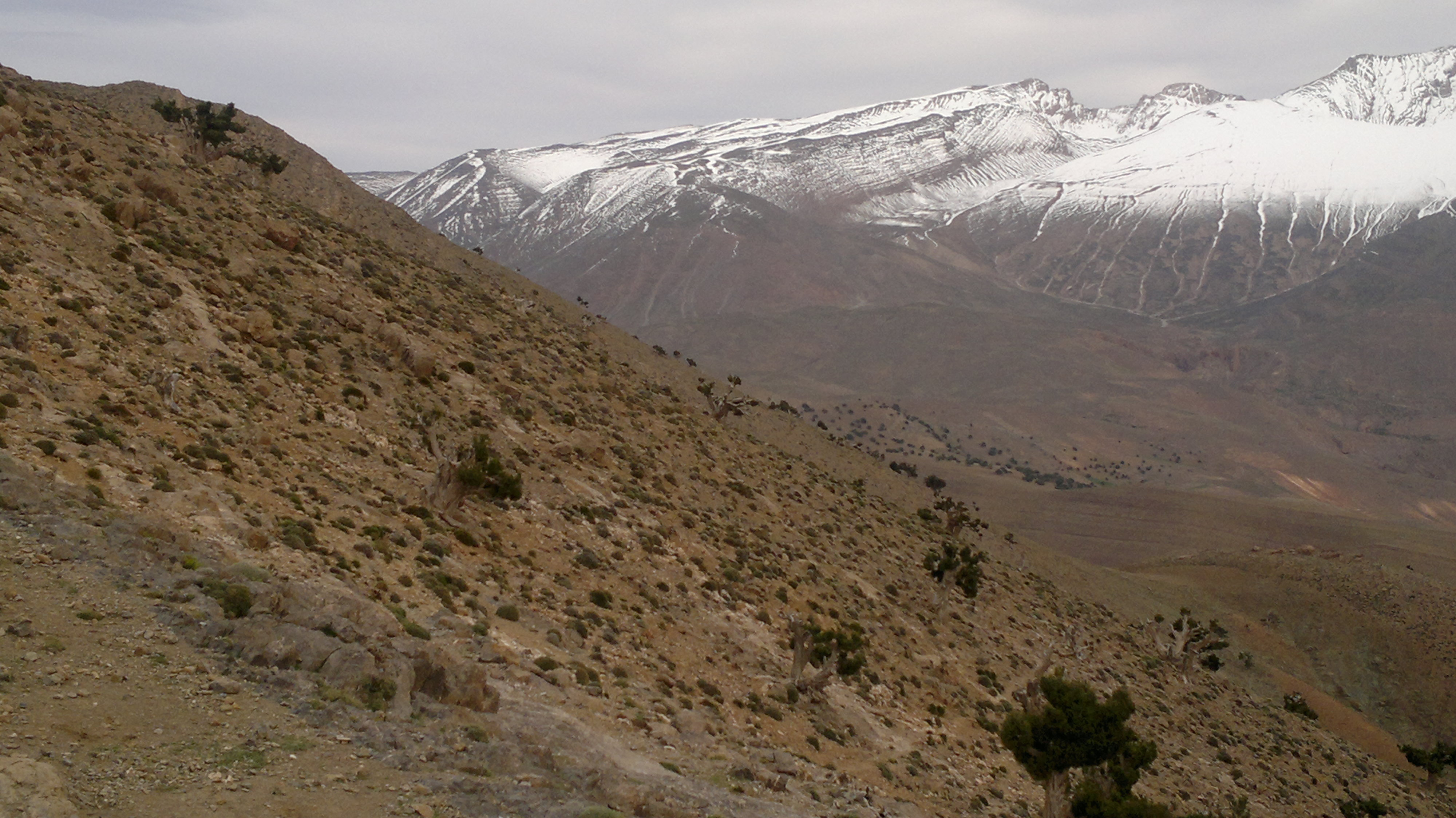
La raideur exagérée des pentes favorise la déforestation et la mise à nu du sol.